# Pitirim (patriarche de Moscou)
Pour les articles homonymes, voir Pitirim.
Pitrim fut locum tenens (1658 - 1667) puis Patriarche de Moscou et de toute la Russie (1672 - 1673). Il est mort le 19 avril 1673.